# Sima Qian
Sima Qian (司馬遷) (omkring 145–90 f.Kr.) var en kinesisk historiker. Han var kejserlig rikshistoriograf och är mest känd för att ha skrivit större delen av verket Shiji - 史記 som ger en översikt över två tusen år av Kinas historia. Detta verk var stilbildande för kinesisk historieskrivning under mycket lång tid.
| ”                                            | Graven fylldes med modeller av palats, paviljonger och tjänstelokaler, samt med fina kärl, ädelstenar och sällsyntheter. Hantverkare beordrades att rigga armborst så att tjuvar som bröt sig in skulle bli skjutna. Alla landets vattendrag, Gula floden och Yangtse, avbildades i kvicksilver, och genom en teknisk anordning flödade de ut i en ocean i miniatyr. Himlens stjärnbilder visades i taket med jordens regioner nedanför. Ljusen tillverkades av valolja för att garantera att de skulle brinna så länge som möjligt. | „ |
| – Sima Qian beskriver Terrakottaarméns grav. | |   |

## Biografi
Sima Qian föddes och växte upp i Longmen i närheten av dagens Hancheng i en familj av historiografer. Hans far Sima Tan (司馬談) tjänade under Han Wudi med ansvar för det kejserliga biblioteket och kalendern.
Under sin fars inflytande kände Sima Qian redan vid tio års ålder redan väl till de gamla skrifterna. Han studerade under de berömda konfucianerna Kong Anguo (孔安國) och Dong Zhongshu (董仲舒). När Sima var tjugo år så påbörjade han understödd av sin far en resa genom landet för att egenhändigt samla in historiska förstahandsskildringar för det verk som fadern påbörjat Shiji. Syftet med resan var att bekräfta gamla rykten och legender, och att besöka antika monument, inklusive de berömda gravarna för forntidens visa kungar Yu och Shun. Han besökte bland annat Shandong, Yunnan, Hebei, Zhejiang, Jiangsu, Jiangxi och Hunan.
Efter dessa resor fick Sima en ämbetsmannapost med uppdrag att inspektera olika delar av landet. 110 f.Kr. när Sima var trettiofem år skickades han västerut på en militär expedition mot några "barbariska" (alltså icke-kinesiska) stammar. Samma år blev hans far Sima Tan sjuk och återkallade sonen till sin sida och ålade honom att slutföra det historiska verk som Sima Tan påbörjat - Shiji. Efter många år, under vilken tid Sima Qian kastrerades och därefter tillbringade tre år i fängelse, avslutade han slutligen verket 91 f.Kr.

## Eftermäle
Asteroiden 12620 Simaqian är uppkallad efter honom.